# (9782) Edo
(9782) Edo is een planetoïde in de hoofdgordel. Ze is door T. Kobayashi ontdekt. 